# Josef-Micha’el Lamm
Josef-Micha’el Lamm (hebr.: יוסף-מיכאל לם, ang.: Yosef-Michael Lamm, ur. 1899 w Galicji, zm. 25 maja 1976) – izraelski prawnik i polityk, w latach 1949–1951 poseł do Knesetu z listy Mapai.
W pierwszych wyborach parlamentarnych w 1949 po raz pierwszy i jedyny dostał się do izraelskiego parlamentu. 21 maja 1951 zrezygnował z zasiadania w Knesecie, mandat objął po nim Refa’el Basz. Nigdy więcej nie zasiadał w Knesecie.